# ゲオルギ・ベレゴヴォイ
ゲオルギ・ベレゴヴォイ（Georgy Timofeyevich Beregovoy、ウクライナ語: Гео́ргій Тимофі́йович Берегови́й、ロシア語: Гео́ргий Тимофе́евич Берегово́й、1921年4月15日 - 1995年6月30日）は、ウクライナ・ソビエト社会主義共和国ポルタヴァ州出身の宇宙飛行士である。ソユーズ3号で宇宙飛行を行った。
彼は1941年にソ連空軍に入隊し、すぐにIl-2による地上攻撃部隊に配属された。第二次世界大戦では185回出撃し、急速に昇進して最終的には大尉で部隊長にまでなった。ソ連邦英雄を受章している。
戦後、彼はテストパイロットになり、16年間で60種類以上の飛行機に乗って大佐に昇進した。1962年には宇宙飛行士の訓練を受けることになった。
ベレゴヴォイは1968年10月にソユーズ3号で宇宙に飛び立ったが、予定されていたソユーズ2号（無人機）とのドッキングに失敗し、彼はその後のミッションには選ばれなかった。1969年1月22日、ベレゴヴォイはレオニード・ブレジネフの暗殺未遂事件に遭遇した。彼はその後宇宙飛行士訓練センターに勤務し、1972年には施設長になった。
引退後、ベレゴヴォイはドンバス地域選出のソビエト連邦議会議員になった。彼はヴィクトル・ヤヌコーヴィチが新しい生活を始めるのを手助けしたと言われている。2000年代には、ヤヌコーヴィチは新しく独立したウクライナの首相となった。
彼は1995年に病気で死亡し、モスクワのノヴォデヴィチ墓地に葬られた。
ベレゴヴォイは2度のレーニン勲章、2度の赤旗勲章、聖アレクサンドル・ネフスキー勲章、祖国戦争勲章、2度の赤星勲章他、多くの勲章を受章した。